# Bredemeyera floribunda
Bredemeyera floribunda là một loài thực vật có hoa trong họ Polygalaceae. Loài này được Willd. mô tả khoa học đầu tiên năm 1801.